# Wspaniała Birdy
Wspaniała Birdy (jap. 鉄腕バーディー Tetsuwan Bādī) – manga napisana i zilustrowana przez Masamiego Yuki. Jego oryginalna manga zamyka się w jednym tomie. W latach 1996–1997 na jej podstawie wydano 4-odcinkowe OVA, wyreżyserowane przez Yoshiakiego Kawajiri. 
W 2003 roku Yuki rozpoczął pracę nad drugą, bardziej ambitną i rozszerzoną wersją swojej mangi, która była serializowana w magazynie „Shūkan Young Sunday” należącego do wydawnictwa Shōgakukan. Manga została później przeniesiona do czasopisma „Big Comic Spirits”.
Animowana adaptacja na podstawie mangi z lat 2003–2008, zatytułowana Tetsuwan Birdy Decode (jap. 鉄腕バーディー DECODE Tetsuwan Bādī DECODE), została wykonana przez studio A-1 Pictures i miała swoją premierę w Japonii na TV Saitama i stacjach pokrewnych od 4 lipca roku do 26 września 2008 roku. Serię wyreżyserował Kazuki Akane. Seria doczekała się drugiej serii oraz jednoodcinkowej OVA, które wyemitowano w 2009 roku.

## Fabuła
Birdy Cephon Altera, policjantka federacji galaktycznej, przylatuje na Ziemię z misją ujęcia zbiegłych tam kryminalistów. W trakcie pościgu i walki z jednym z przestępców zabija przypadkowo Tsutomu Senkawę. Na szczęście dla Tsutomu, technologia obcych umożliwia mu dalsze życie, jednakże do czasu odbudowy jego ciała, jego świadomość zostaje przeniesiona do ciała Birdy, która ma umożliwić mu w miarę normalne życie.
W ten sposób Tsutomu jest zmuszony do dzielenia ciała z piękną, silną i impulsywną policjantką, jednocześnie starając się, by jego tajemnica się nie wydała. W tym czasie Birdy kontynuuje swoje śledztwo.

## Bohaterowie
- Birdy Cephon Altera (jap. バーディー・シフォン・アルティラ) – policjantka federacji galaktycznej, przylatuje na Ziemię z misją ujęcia zbiegłych tam kryminalistów. W trakcie pościgu i walki z jednym z przestępców zabija Tsutomu i zostaje za to ukarana - musi dzielić z nim ciało i zostać na Ziemi do czasu naprawy jego ciała. Jej przyjacielem z dzieciństwa jest Nataru. Birdy jest humanoidalną kosmitką z Altan. Co więcej jest Ixiorą, została genetycznie zaprojektowaną istotą, wyhodowaną i wychowaną na super-żołnierza. W serii DECODE przyjmuje na Ziemi fałszywą tożsamość i pracuje jako idolka Shion Arita. Jej towarzyszem jest robot Tuto.

Seiyū: Kotono Mitsuishi  (OVA)
Seiyū: Saeko Chiba  (TV)
- Tsutomu Senkawa (jap. 千川 つとむ Senkawa Tsutomu) – licealista, którego jaźń została przeniesiona do ciała Birdy, po tym jak ta przypadkowo zabija go w trakcie walki z kryminalistą. Birdy ma w ten sposób umożliwić mu prowadzenie w miarę normalnego życia do czasu odbudowy jego ciała.

Seiyū: Tetsuya Iwanaga  (OVA)
Seiyū: Miyu Irino  (TV)
- Natsumi Hayamiya (jap. 早宮 夏美 Hayamiya Natsumi) – koleżanka z klasy Tsutomu.

Seiyū: Yukana Nogami  (OVA)
Seiyū: Kanae Itō  (TV)
- Hazumi Senkawa (jap. 千川 はずみ Senkawa Hazumi) – starsza siostra Tsutomu, która jednak z nim nie mieszka. Przychodzi na losowe wizyty do Tsutomu, po tym jak ich rodzice wyjeżdżają.

Seiyū: Tomoko Maruo  (OVA)
Seiyū: Mikako Takahashi  (TV)
- Sayaka Nakasugi (jap. 中杉 小夜香 Nakasugi Sayaka) – wątła dziewczyna, która w wyniku wypadku samochodowego, nagle odzyskuje zdrowie i zaczyna być bardziej otwarta na ludzi. Zaprzyjaźnia się z Tsutomu.

Seiyū: Maaya Sakamoto  (TV)
- Georg Gomez (jap. ゲオルグ・ゴメス) – kosmita ukrywający się na Ziemi w przebraniu. Poplecznik Christelli Revi.

Seiyū: Akio Ōtsuka  (OVA)
Seiyū: Unshō Ishizuka  (TV)
- Christella Revi (jap. クリステラ・レビ) – kosmitka, antagonistka wykorzystująca „marionetki”, humanoidalne roboty.

Seiyū: Mako Hyōdō  (OVA)
Seiyū: Mako Hyōdō  (TV)
- Nataru (jap. ナタル) także jako Nataru Shinmyō (jap. 神明 奈多流 Shinmyō Nataru) – przyjaciel z dzieciństwa Birdy. Jest uciekinierem z rodzinnej planety i udaje człowieka, pracując jako lekarz. Nataru jest Ixioranem, tak samo jak Birdy i potrafi się teleportować.

Seiyū: Masaya Matsukaze  (TV)
- Shoko Kagami (jap. 各務 翔子 Kagami Shoko) – młoda dziewczyna, która wraca do zdrowia. Bardzo lubi Nataru i jest jednocześnie bardzo niechętna wobec Birdy. Straciła starszego brata podczas incydentu z Ryunką.

Seiyū: Ayako Kawasumi  (TV)

## Manga
Oryginalna wersja mangi, napisana i zilustrowana przez Masamiego Yuki, była wydawana nieregularnie w latach 80. XX wieku w czasopiśmie Shōnen Sunday Super. Wszystkie 10 rozdziałów zostało skompilowanych w pojedynczym tomie wydanym 18 lipca 1996 roku.
W 2003 roku Yuki rozpoczął pracę nad drugą, bardziej ambitną i rozszerzoną wersją swojej mangi, którą postanowił narysować od nowa. Była serializowana w magazynie Shūkan Young Sunday należącego do wydawnictwa Shōgakukan. Manga została później z powodu dyskontynuacji czasopisma przeniesiona do Big Comic Spirits tego samego wydawcy. Manga ta została ukończona w 2008 roku. Kolejne tankōbony wydawano od 5 czerwca 2003 do 3 października 2008 roku i składa się z 20 tomów.
Związana z serią jest również 12-tomowa seria Tetsuwan Birdy Evolution (jap. 鉄腕バーディー ＥＶＯＬＵＴＩＯＮ), której tankōbony były wydawane od 27 lutego 2009 do 28 września 2012 roku.

## Anime

### OVA
W latach 1996–1997 wyemitowano czteroodcinkową OVA na podstawie oryginalnego tomu mangi. Anime to zostało wyprodukowane przez studio Madhouse i wyreżyserowane przez Yoshiakiego Kawajiri. Za projekty odpowiedzialni byli Kumiko Takahashi (postaci), Yutaka Izubuchi (kreatury) oraz Yoshinori Sayama (mechanika). Za dystrybucję tytułu odpowiedzialna była firma Bandai Visual. W Polsce to OVA funkcjonuje pod tytułem Wspaniała Birdy i było emitowane na Canal+.
| N/o | Tytuł            | Scenariusz                      | Premiera         |
| --- | ---------------- | ------------------------------- | ---------------- |
| 1   | 2Hearts in 1Body | Chiaki Konaka                   | 25 lipca 1996    |
| 2   | Double Trouble   | Chiaki Konaka                   | 25 września 1996 |
| 3   | Triangle Trial   | Chiaki Konaka Yoshiaki Kawajiri | 18 grudnia 1996  |
| 4   | Final Force      | Yoshiaki Kawajiri               | 25 lutego 1997   |

#### Ścieżka dźwiękowa OVA
| Odcinki | Tytuł                                                | Twórcy                                                          |
| ------- | ---------------------------------------------------- | --------------------------------------------------------------- |
| 1-3     | „future shock”                                       | Tekst: Hiroko Yā Wokal: Tomo Sakurai (Cherry)                   |
| 4       | „Sayonara kara hajimeyō” (jap. サヨナラから始めよう) | Tekst: Arisu Satō Muzyka, aranżacja: TA,Cool Wokal: The S・h・e |

### Tetsuwan Birdy Decode(jap.鉄腕バーディー DECODETetsuwan Bādī DECODE)
W 2006 roku w magazynie Young Sunday ogłoszono plany powstania nowego anime o przygodach Birdy, które miało być zatytułowane Birdy the Movement. Na Międzynarodowych Targach Anime w Tokio ogłoszono jednak, że zmieniono nazwę produkcji na Tetsuwan Birdy Decode.
Adaptacja mangi wydanej w latach 2003–2008 została wykonana przez studio A-1 Pictures i miała swoją premierę w Japonii na TV Saitama i stacjach pokrewnych od 4 lipca roku do 26 września 2008 roku. Serię wyreżyserował Kazuki Akane, a scenariusze do poszczególnych odcinków napisali: Hiroshi Ōnogi, Seishi Minakami, Miya Asakawa, Yutaka Izubuchi oraz Fumihiko Takayama.
| N/o | Tytuł                   | Scenariusz        | Premiera         |
| --- | ----------------------- | ----------------- | ---------------- |
| 1   | One Plus One            | Hiroshi Ōnogi     | 4 lipca 2008     |
| 2   | The Partnered One       | Seishi Minakami   | 11 lipca 2008    |
| 3   | View of Life            | Miya Asakawa      | 18 lipca 2008    |
| 4   | A Stranger from Earth   | Hiroshi Ōnogi     | 25 lipca 2008    |
| 5   | Another World           | Yutaka Izubuchi   | 1 sierpnia 2008  |
| 6   | Both of Us              | Seishi Minakami   | 8 sierpnia 2008  |
| 7   | Night Walker            | Miya Asakawa      | 15 sierpnia 2008 |
| 8   | Ghost Village           | Fumihiko Takayama | 22 sierpnia 2008 |
| 9   | The Champion of Justice | Hiroshi Ōnogi     | 29 sierpnia 2008 |
| 10  | You're the One          | Seishi Minakami   | 5 września 2008  |
| 11  | Bye Bye Buddy           | Miya Asakawa      | 12 września 2008 |
| 12  | Doomsday                | Fumihiko Takayama | 19 września 2008 |
| 13  | Stand by Me             | Hiroshi Ōnogi     | 26 września 2008 |

#### Tetsuwan Birdy Decode:02(jap.鉄腕バーディー DECODE:02Tetsuwan Bādī DECODE:02)
| N/o | Tytuł                     | Premiera         |
| --- | ------------------------- | ---------------- |
| 1   | After All                 | 9 stycznia 2009  |
| 2   | Simple Twist of Fate      | 16 stycznia 2009 |
| 3   | Somewhere in time         | 23 stycznia 2009 |
| 4   | Tears Are Not Enough      | 30 stycznia 2009 |
| 5   | Before It's Too Late      | 6 lutego 2009    |
| 6   | A Prisoner of the Past    | 13 lutego 2009   |
| 7   | We Will Meet Again        | 20 lutego 2009   |
| 8   | Falling In Love With Love | 27 lutego 2009   |
| 9   | Space, Time, and You      | 6 marca 2009     |
| 10  | It Never Entered My Mind  | 13 marca 2009    |
| 11  | Both Sides Now            | 20 marca 2009    |
| 12  | Before Long               | 27 marca 2009    |

#### OVA
Wyprodukowano także odcinek OVA, zatytułowaną Tetsuwan Birdy DECODE -THE CIPHER- (jap. 鉄腕バーディーDECODE -THE CIPHER-), która łączy akcję serii pierwszej z drugą.
| N/o | Tytuł              | Premiera      |
| --- | ------------------ | ------------- |
| OVA | Between You and Me | 22 lipca 2009 |

#### Ścieżka dźwiękowa DECODE
| Seria          | Tytuł               | Twórcy      |          |
| Czołówka       | Czołówka            | Czołówka    | Czołówka |
| -------------- | ------------------- | ----------- | -------- |
| 1              | „Sora” (jap. そら)  | Hearts Grow |          |
| 2              | „Kiseki”            | Nirgilis    |          |
| Napisy końcowe |                     |             |          |
| 1              | „Let's Go Together” | Afromania   |          |
| 2              | „Tane” (jap. タネ)  | No Sleeves  |          |

Do każdej z serii wydano również ścieżkę dźwiękową na płytach CD. Pierwszy, dwupłytowy album zawierający ścieżkę dźwiękową pierwszego sezonu wydano 24 września 2008 roku. Natomiast płytę ze ścieżką dźwiękową do drugiego sezonu wydano 22 kwietnia 2009 roku.
| Tetsuwan Birdy DECODE ORIGINAL SOUNDTRACK Disc:1 | Tetsuwan Birdy DECODE ORIGINAL SOUNDTRACK Disc:1                                                           | Tetsuwan Birdy DECODE ORIGINAL SOUNDTRACK Disc:1 |
| Nr                                               | Tytuł utworu                                                                                               | Długość                                          |
| ------------------------------------------------ | --- | ------------------------------------------------ |
| 1.                                               | „Tetsuwan Birdy DECODE::Sora -TV size ver.-” (鉄腕バーディー DECODE::そら-TV size ver.-)                   |                                                  |
| 2.                                               | „Tetsuwan Birdy DECODE::Main Theme -SIDE BIRDY-” (鉄腕バーディー DECODE::メインテーマ-SIDE BIRDY-)         |                                                  |
| 3.                                               | „Tetsuwan Birdy DECODE::Shion” (鉄腕バーディー DECODE::しおん)                                             |                                                  |
| 4.                                               | „Tetsuwan Birdy DECODE::Ikinukude arimasu, geinōkai!” (鉄腕バーディー DECODE::生き抜くであります、芸能界!) |                                                  |
| 5.                                               | „Tetsuwan Birdy DECODE::Noise” (鉄腕バーディー DECODE::ノイズ)                                             |                                                  |
| 6.                                               | „Tetsuwan Birdy DECODE::Uchū hanzaisha” (鉄腕バーディー DECODE::宇宙犯罪者)                                |                                                  |
| 7.                                               | „Tetsuwan Birdy DECODE::Attack!” (鉄腕バーディー DECODE::Attack!)                                          |                                                  |
| 8.                                               | „Tetsuwan Birdy DECODE::mission” (鉄腕バーディー DECODE::mission)                                          |                                                  |
| 9.                                               | „Tetsuwan Birdy DECODE::Tomodachi ni narenaika?” (鉄腕バーディー DECODE::友達にならないか?)                |                                                  |
| 10.                                              | „Tetsuwan Birdy DECODE::Birugeba” (鉄腕バーディー DECODE::ビルゲバ)                                        |                                                  |
| 11.                                              | „Tetsuwan Birdy DECODE::Kanojo no furusato” (鉄腕バーディー DECODE::彼女の故郷)                            |                                                  |
| 12.                                              | „Tetsuwan Birdy DECODE::Oriotēra” (鉄腕バーディー DECODE::オリオテーラ)                                    |                                                  |
| 13.                                              | „Tetsuwan Birdy DECODE::Sukoshizutsu fukami ni” (鉄腕バーディー DECODE::少しずつ深みに)                    |                                                  |
| 14.                                              | „Tetsuwan Birdy DECODE::Kakatte ki nasai!” (鉄腕バーディー DECODE::かかってきなさい!)                      |                                                  |
| 15.                                              | „Tetsuwan Birdy DECODE::Renpō sōsakan no sentō” (鉄腕バーディー DECODE::連邦捜査官の戦闘)                  |                                                  |
| 16.                                              | „Tetsuwan Birdy DECODE::Nēchurā” (鉄腕バーディー DECODE::ネーチュラー)                                     |                                                  |
| 17.                                              | „Tetsuwan Birdy DECODE::cosmic crisis” (鉄腕バーディー DECODE::cosmic crisis)                              |                                                  |
| 18.                                              | „Tetsuwan Birdy DECODE::wonder woman” (鉄腕バーディー DECODE::wonder woman)                                |                                                  |
| 19.                                              | „Tetsuwan Birdy DECODE::Jingikan” (鉄腕バーディー DECODE::神祇官)                                          |                                                  |
| 20.                                              | „Tetsuwan Birdy DECODE::Ryunka” (鉄腕バーディー DECODE::リュンカ)                                          |                                                  |
| 21.                                              | „Tetsuwan Birdy DECODE::another stage” (鉄腕バーディー DECODE::another stage)                              |                                                  |

| Tetsuwan Birdy DECODE ORIGINAL SOUNDTRACK Disc:2 | Tetsuwan Birdy DECODE ORIGINAL SOUNDTRACK Disc:2                                                                  | Tetsuwan Birdy DECODE ORIGINAL SOUNDTRACK Disc:2 |
| Nr                                               | Tytuł utworu | Długość                                          |
| ------------------------------------------------ | --- | ------------------------------------------------ |
| 1.                                               | „Tetsuwan Birdy DECODE::Let’s go together-TV size ver.-” (鉄腕バーディー DECODE::Let’s go together-TV size ver.-) |                                                  |
| 2.                                               | „Tetsuwan Birdy DECODE::Main Theme-SIDE TSUTOMU-” (鉄腕バーディー DECODE::メインテーマ-SIDE TSUTOMU-)             |                                                  |
| 3.                                               | „Tetsuwan Birdy DECODE::Tsuitachi no hajimari” (鉄腕バーディー DECODE::一日の始まり)                              |                                                  |
| 4.                                               | „Tetsuwan Birdy DECODE::Ore no jama o shinaide kure!” (鉄腕バーディー DECODE::俺の邪魔をしないでくれ!)            |                                                  |
| 5.                                               | „Tetsuwan Birdy DECODE::O kinodoku-sama” (鉄腕バーディー DECODE::お気の毒さま)                                    |                                                  |
| 6.                                               | „Tetsuwan Birdy DECODE::Satoru-chan” (鉄腕バーディー DECODE::サトルチャン)                                        |                                                  |
| 7.                                               | „Tetsuwan Birdy DECODE::Futagokoro dōtai no sōsa moyō” (鉄腕バーディー DECODE::二心同体の捜査模様)                |                                                  |
| 8.                                               | „Tetsuwan Birdy DECODE::Makikomaregata” (鉄腕バーディー DECODE::巻き込まれ型)                                     |                                                  |
| 9.                                               | „Tetsuwan Birdy DECODE::Heion'na hibi…?” (鉄腕バーディー DECODE::平穏な日々…?)                                    |                                                  |
| 10.                                              | „Tetsuwan Birdy DECODE::Eraba reta jinshu” (鉄腕バーディー DECODE::選ばれた人種)                                  |                                                  |
| 11.                                              | „Tetsuwan Birdy DECODE::Cephon” (鉄腕バーディー DECODE::シフォン)                                                 |                                                  |
| 12.                                              | „Tetsuwan Birdy DECODE::Kioku no soko” (鉄腕バーディー DECODE::記憶の底)                                          |                                                  |
| 13.                                              | „Tetsuwan Birdy DECODE::SAYAKA” (鉄腕バーディー DECODE::SAYAKA)                                                   |                                                  |
| 14.                                              | „Tetsuwan Birdy DECODE::Birdy -guitar ver.-” (鉄腕バーディー DECODE::バディ-guitar ver.-)                         |                                                  |
| 15.                                              | „Tetsuwan Birdy DECODE::Shukushu no kanashimi” (鉄腕バーディー DECODE::宿主の悲しみ)                              |                                                  |
| 16.                                              | „Tetsuwan Birdy DECODE::Shamalan” (鉄腕バーディー DECODE::シャマラン)                                             |                                                  |
| 17.                                              | „Tetsuwan Birdy DECODE::Jibun no naka no «nanika»” (鉄腕バーディー DECODE::自分の中の“何か”)                      |                                                  |
| 18.                                              | „Tetsuwan Birdy DECODE::Cephon -piano ver.-” (鉄腕バーディー DECODE::シフォン-piano ver.-)                        |                                                  |
| 19.                                              | „Tetsuwan Birdy DECODE::SAYAKA-piano ver.-” (鉄腕バーディー DECODE::SAYAKA-piano ver.-)                           |                                                  |
| 20.                                              | „Tetsuwan Birdy DECODE::Birdy” (鉄腕バーディー DECODE::バディ)                                                    |                                                  |
| 21.                                              | „Tetsuwan Birdy DECODE::Marionette no komoriuta” (鉄腕バーディー DECODE::マリオネットの子守唄)                    |                                                  |

| Tetsuwan Birdy DECODE:02 ORIGINAL SOUNDTRACK | Tetsuwan Birdy DECODE:02 ORIGINAL SOUNDTRACK                                                                                          | Tetsuwan Birdy DECODE:02 ORIGINAL SOUNDTRACK |
| Nr                                           | Tytuł utworu | Długość                                      |
| -------------------------------------------- | --- | -------------------------------------------- |
| 1.                                           | „Tetsuwan Birdy DECODE:02::days” (鉄腕バーディー DECODE:02::days)                                                                     |                                              |
| 2.                                           | „Tetsuwan Birdy DECODE:02::kiseki -TV size ver.-” (鉄腕バーディー DECODE:02::kiseki -TV size ver.-)                                   |                                              |
| 3.                                           | „Tetsuwan Birdy DECODE:02::Otenba Birdy” (鉄腕バーディー DECODE:02::オテンバ・バーディー)                                             |                                              |
| 4.                                           | „Tetsuwan Birdy DECODE:02::Usure yuku omoide” (鉄腕バーディー DECODE:02::薄れゆく思い出)                                              |                                              |
| 5.                                           | „Tetsuwan Birdy DECODE:02::NATARU -Himeta chikai-” (鉄腕バーディー DECODE:02::NATARU -秘めた誓い-)                                    |                                              |
| 6.                                           | „Tetsuwan Birdy DECODE:02::The world in ruins” (鉄腕バーディー DECODE:02::The world in ruins)                                         |                                              |
| 7.                                           | „Tetsuwan Birdy DECODE:02::Sensen fukoku” (鉄腕バーディー DECODE:02::宣戦布告)                                                        |                                              |
| 8.                                           | „Tetsuwan Birdy DECODE:02::Kon'na koto shiteru baai ja nai ttebaa~” (鉄腕バーディー DECODE:02::こんなことしてる場合じゃないってばぁ~) |                                              |
| 9.                                           | „Tetsuwan Birdy DECODE:02::Arita Shion MAX!” (鉄腕バーディー DECODE:02::アリタシオンMAX!)                                             |                                              |
| 10.                                          | „Tetsuwan Birdy DECODE:02::An'yaku” (鉄腕バーディー DECODE:02::暗躍)                                                                  |                                              |
| 11.                                          | „Tetsuwan Birdy DECODE:02::Sorezore no riyū” (鉄腕バーディー DECODE:02::それぞれの理由)                                               |                                              |
| 12.                                          | „Tetsuwan Birdy DECODE:02::Aoi kiba” (鉄腕バーディー DECODE:02::蒼い牙)                                                               |                                              |
| 13.                                          | „Tetsuwan Birdy DECODE:02::Nanmin” (鉄腕バーディー DECODE:02::難民)                                                                   |                                              |
| 14.                                          | „Tetsuwan Birdy DECODE:02::Saigo no kyūsoku” (鉄腕バーディー DECODE:02::最後の休息)                                                   |                                              |
| 15.                                          | „Tetsuwan Birdy DECODE:02::Last Battle” (鉄腕バーディー DECODE:02::ラストバトル)                                                      |                                              |
| 16.                                          | „Tetsuwan Birdy DECODE:02::time reep” (鉄腕バーディー DECODE:02::time reep)                                                           |                                              |
| 17.                                          | „Tetsuwan Birdy DECODE:02::Berserker” (鉄腕バーディー DECODE:02::バーサーカー)                                                        |                                              |
| 18.                                          | „Tetsuwan Birdy DECODE:02::Main Theme ~SIDE:02~” (鉄腕バーディー DECODE:02::メインテーマ ~SIDE:02~)                                   |                                              |
| 19.                                          | „Tetsuwan Birdy DECODE:02::Mirai e” (鉄腕バーディー DECODE:02::未来へ)                                                                |                                              |
| 20.                                          | „Tetsuwan Birdy DECODE:02::Tane -TV size ver.-” (鉄腕バーディー DECODE:02::タネ -TV size ver.-)                                       |                                              |
| 21.                                          | „Tetsuwan Birdy DECODE:02::Main Theme ~SIDE:02Ballad~” (鉄腕バーディー DECODE:02::メインテーマ ~SIDE:02バラード~)                     |                                              |